# Lalejin
Lālejīn o Lālajīn (farsi لالجین) è una città dello shahrestān di Bahar, circoscrizione di Lalejin, nella provincia di Hamadan. Si trova a nord della città di Hamadan. Aveva, nel 2006, una popolazione di 14.689 abitanti. 
È uno dei più importanti centri di produzione di ceramica in Iran e l'80% della popolazione si dedica alla sua lavorazione.